# Un divan à New York
Pour plus de détails, voir Fiche technique et Distribution.
Un divan à New York  est un film franco-belgo-allemand de Chantal Akerman sorti en 1996.

## Synopsis
Un psychanalyste new-yorkais échange son appartement avec une Française, Béatrice. Mais ils ne se connaissent pratiquement pas, et des quiproquos s'enchaînent de part et d'autre.

## Fiche technique
- Scénario : Chantal Akerman et Jean-Louis Benoît
- Montage : Claire Atherton
- Compositeur : Sonia Wieder-Atherton
- Durée : 109[1] minutes
- Production : Diana Elbaum, Régine Konckier, Jean-Luc Ormières, Jacqueline Pierreux, Ingrid Windisch,
- Producteur exécutif : Robin O'Hara
- Directeur de la photographie : Dietrich Lohmann
- Chef décorateur : Christian Marti
- Costumière : Edith Vesperini
- Coordinatrice de production : Dorothea Hildebrandt
- Attaché de presse : Claude Davy
- Sociétés de production :  Les Films Balenciaga, Babelsberg Film Produktion, Paradise Production, R.T.B.F., France 2 Cinéma, M6 Films, Distributeur France, (Sortie en salle) PolyGram Film Distribution.

## Distribution
- Juliette Binoche : Béatrice Saulnier
- William Hurt : Henry Harriston
- Stephanie Buttle : Anne
- Barbara Garrick : Lizbeth Honeywell
- Paul Guilfoyle : Dennis
- Richard Jenkins : Campton
- Kent Broadhurst : Tim
- Matthew Burton : Wood
- Henry Bean : Stein
- Bernard Breuse : Jerôme

## Distinctions
Mention spéciale pour Chantal Akerman au Festival international du film de Karlovy Vary en 1996.